# Cinto Mandi (Pinoraya)
Cinto Mandi is een bestuurslaag in het regentschap Bengkulu Selatan van de provincie Bengkulu, Indonesië. Cinto Mandi telt 337 inwoners (volkstelling 2010).